# آلو دیارا
آلو دیارا (فرانسوی: Alou Diarra‎؛ زادهٔ ۱۵ ژوئیهٔ ۱۹۸۱) بازیکن فوتبال اهل فرانسه است.
از باشگاه‌هایی که در آن بازی کرده‌است می‌توان به باشگاه فوتبال نانسی اشاره کرد.
وی سابقه ۴۴ بازی و ۰ گل ملی برای تیم ملی فوتبال فرانسه در کارنامه دارد، همچنین پست تخصصی او هافبک دفاعی است.